# Сімокодзуру Ая
Сімокодзуру Ая (яп. 下小鶴 綾; нар. 7 червня 1982) — японська футболістка. Вона грала за збірну Японії.

## Виступи за збірну
Дебютувала у збірній Японії 18 квітня 2004 року в поєдинку проти В'єтнаму. У складі японської збірної учасниця Літніх олімпійських ігор 2004 року. З 2004 по 2008 рік зіграла 28 матчів в національній збірній.

## Статистика виступів
| Збірна Японії | Збірна Японії | Збірна Японії |
| Рік           | Матчі         | Голи          |
| ------------- | ------------- | ------------- |
| 2004          | 10            | 0             |
| 2005          | 5             | 0             |
| 2006          | 11            | 0             |
| 2007          | 1             | 0             |
| 2008          | 1             | 0             |
| Загалом       | 28            | 0             |